# Polizeidistrikt
Polizeidistrikte in kommunalrechtlicher Hinsicht gab es in Preußen/Deutschland von 1833 bis 1945. Sie fassten in der preußischen Provinz Posen und deren Nachfolgegebieten (Teilen der Provinzen Grenzmark Posen-Westpreußen, Pommern, Brandenburg, Schlesien, Niederschlesien) mehrere Landgemeinden und Gutsbezirke zur gemeinsamen Verwaltung zusammen.

## Geschichte
In der überwiegend polnisch besiedelten Provinz Posen waren ab 1. August 1833 sogenannte Woytbezirke (polnisch „wójt“ = deutsch „Vogt“) eingeführt worden. Die Bezirkswoyts, oft Adlige oder (pensionierte) Offiziere, verwalten mehrere Landgemeinden und Gutsbezirke ehrenamtlich.
Da sich diese ehrenamtliche Verwaltung nicht bewährte, wurden ab 1. April 1837 die Kreise in wesentlich größere Polizeidistrikte eingeteilt, an deren Spitze ein hauptamtlicher Distriktskommissar eingesetzt wurde. Für jeden Polizeidistrikt wurde ein Verwaltungssitz mit Geschäftslokal festgesetzt, meist in der Stadt, die dem Polizeidistrikt den Namen gab. Die Städte selbst standen außerhalb des Polizeidistrikts.
Mit dem Inkrafttreten des Versailler Vertrags am 10. Januar 1920 wurde der größte Teil der Provinz Posen an Polen abgetreten. Hierauf entstanden aus den Polizeidistrikten in gleichem oder ähnlichem örtlichen Zuschnitt neue Großgemeinden (Gmina), die ihrerseits – unter Aufhebung der Gutsbezirke – mehrere Ortsgemeinden umfassten.
In den Restteilen der Provinz Posen, die nach dem Frieden von Versailles beim Deutschen Reich verblieben waren, blieb die Einteilung in Polizeidistrikte aufrechterhalten. Das waren die folgenden Gebiete:
- der Netzekreis in der Provinz Grenzmark Posen-Westpreußen, später Provinz Pommern,
- die Landkreise Meseritz und Schwerin (Warthe) in der Provinz Grenzmark Posen-Westpreußen, später Provinz Brandenburg,
- der Landkreis Züllichau-Schwiebus in der Provinz Brandenburg mit dem größeren Teil des früheren Landkreises Bomst,
- der Landkreis Fraustadt in der Provinz Grenzmark Posen-Westpreußen, später Provinz Schlesien, zuletzt Niederschlesien,
- der Landkreis Grünberg i. Schles. in der Provinz Schlesien, später Niederschlesien mit dem kleineren Teil des früheren Landkreises Bomst.